# Ervin Bulku
Ervin Bulku (Tirana, Comtat de Tirana, Albània, 3 de març de 1981) és un futbolista d'Albània. Juga de migcampista i el seu equip actual és el KF Tirana de la Kategoria Superiore d'Albània.

## Clubs
| Club             | País        | Temporades    |
| ---------------- | ----------- | ------------- |
| KF Tirana        | Albània     | 1998-2007     |
| FC Kryvbas       | Ucraïna     | 2007-2010     |
| HNK Hajduk Split | Croàcia     | 2010-2011     |
| AZAL PFC Baku    | Azerbaidjan | 2011-2012     |
| Sepahan FC       | Iran        | 2012-2014     |
| KF Tirana        | Albània     | 2014- Present |